# Партизанське садівництво

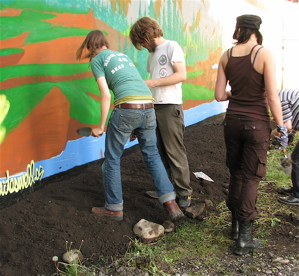
Садівники-партизани висаджують рослини у Калгарі

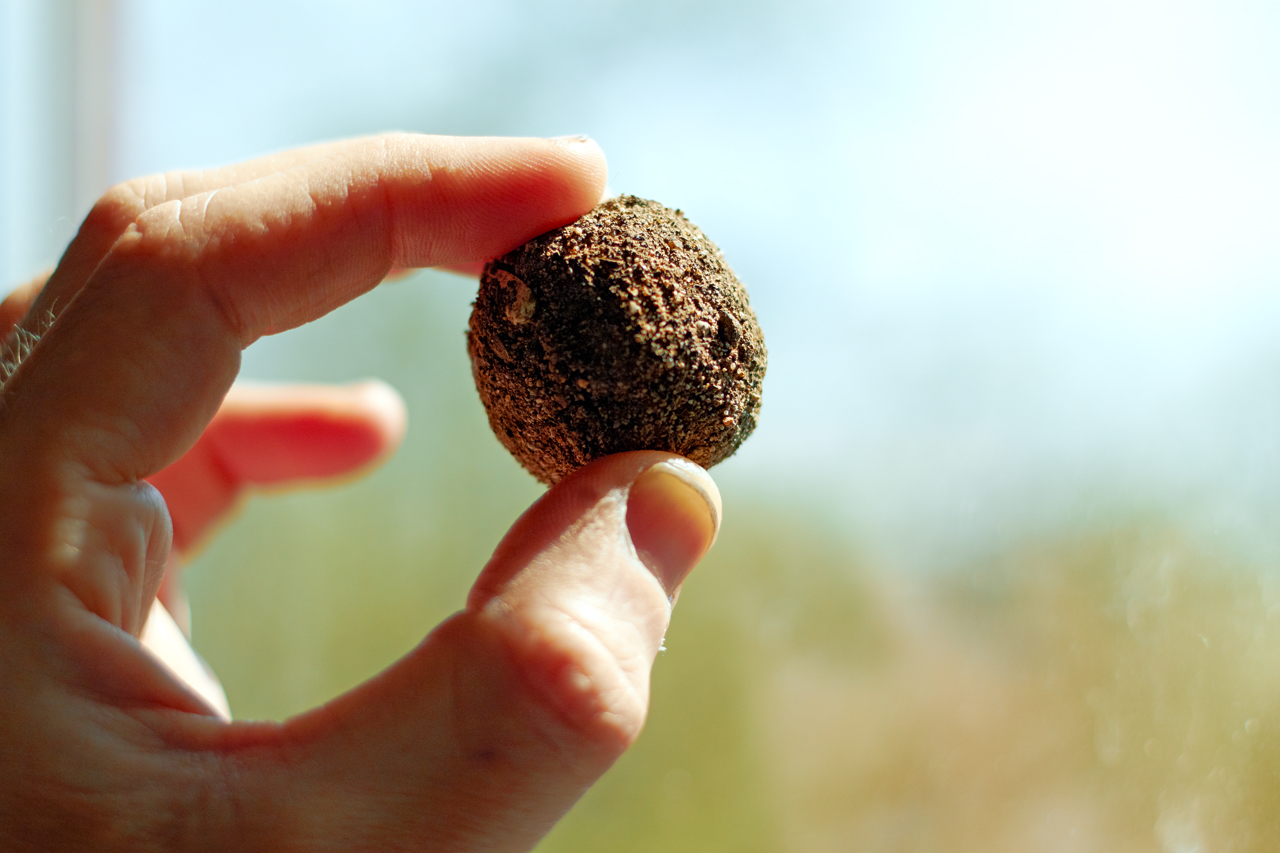
Насіннєві бомби

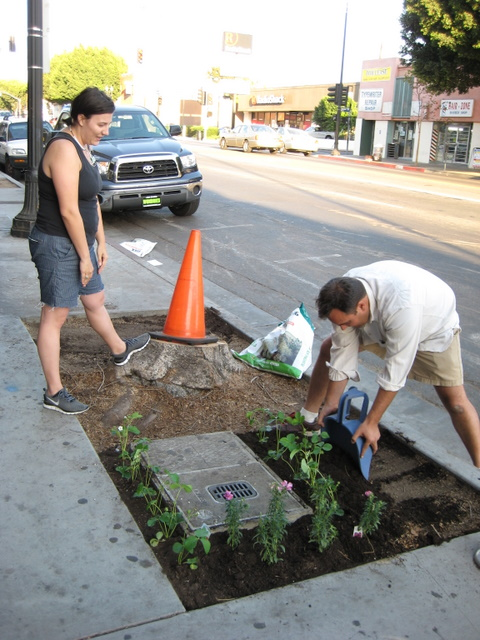
Одна з акцій садівників-партизан

Партиза́нське садівни́цтво (англ. Guerilla Gardening, guerrilla gardening) — молодіжний рух, метою якого є несанкціоноване озеленення публічного простору міст, що розглядається як своєрідна анархічна акція протесту.

## Короткий опис акцій
Як і справжні партизани, підпільні садівники уникають прямої конфронтації, діючи переважно таємно, за зразком графітистів. Для непомітного висівання рослин в людних місцях вони застосовують так звані «насіннєві бомби», тобто кулі, що складаються з суміші землі й глини з насінням всередині. Такі «бомби» непомітно кидають у ґрунт, йдучи пішки чи проїжджаючи на велосипеді.
Сірі бетонні стовпи або непривітні стіни оббризкуються сумішшю кефіру зі спорами моху з метою озеленення бетонної поверхні мохом.

## Історія
Партизанське садівництво як суспільна форма протесту зародилося у Великій Британії й поширилося на більшість західних метрополій. Предтечами цього руху були політичні й мистецькі акції 1970-х років у США та Німеччині екологічних активістів та сучасних митців, таких як Луї Ле Руа чи Йозеф Бойс. Партизанське садівництво набуло популярності після акції у Лондоні 1 травня 2000 року, коли критики глобалізму, анархісти та екологічні активісти з лопатами та саджанцями провели акцію озеленення на Парламентській площі.
З часом на Заході партизанське садівництво розвинулося в садівництво як політичну акцію, коли, наприклад, засіваються кущами майданчики для гольфу або висаджені рослини зображають певний символ, а також у міське городництво, що має на меті збір урожаю та озеленення занедбаних куточків міського простору.
Неформальна група «Miejska Partzantka Ogrodnicza», заснована Вітольдом Сведковським, діє у Польщі з 2005 року. У 2010 році вони запустили «Укриття для небажаних рослин». У 2017 році вони заснували «Всесвітній день сівби гарбузів у громадських місцях» (16 травня), а з 2020 року — кампанію «Національна зупинка газонокосарок», спрямовану на зменшення частоти скошування у містах. 